# 20 ذو القعدة
- السبت
- الأحد
- الاثنين
- الثلاثاء
- الأربعاء
- الخميس
- الجمعة

- 2826 أبريل 2025
- 2927 أبريل 2025
- 3028 أبريل 2025
- 129 أبريل 2025
- 230 أبريل 2025
- 31 مايو 2025
- 42 مايو 2025
- 53 مايو 2025
- 64 مايو 2025
- 75 مايو 2025
- 86 مايو 2025
- 97 مايو 2025
- 108 مايو 2025
- 119 مايو 2025
- 1210 مايو 2025
- 1311 مايو 2025
- 1412 مايو 2025
- 1513 مايو 2025
- 1614 مايو 2025
- 1715 مايو 2025
- 1816 مايو 2025
- 1917 مايو 2025
- 2018 مايو 2025
- 2119 مايو 2025
- 2220 مايو 2025
- 2321 مايو 2025
- 2422 مايو 2025
- 2523 مايو 2025
- 2624 مايو 2025
- 2725 مايو 2025
- 2826 مايو 2025
- 2927 مايو 2025
- 128 مايو 2025
- 229 مايو 2025
- 330 مايو 2025

20 ذو القعدة أو 20 ذو القعدة الحرام أو يوم 20 \ 11 (اليوم العشرون من الشهر الحادي عشر) هو اليوم الخامس عشر بعد الثلاثمائة (315) من أيَّام السنة (أو السادس عشر بعد الثلاثمائة لو كان شهر رمضان مُتممًا لليوم الثلاثين أو السابع عشر بعد الثلاثمائة لو أتم كلًا من صفر وربيع الآخر وجمادى الآخرة وشعبان ورمضان ثلاثين يومًا) وفق التقويم الهجري القمري (العربي). يبقى بعده 39 أو 40 يومًا لانتهاء السنة.

## أحداث
- 1002هـ - القائد العثماني خوجه سنان باشا يجتاز الحدود الألمانية ويسيطر على مدينة «يانق قلعة» الواقعة على بعد 100 كم من الجنوب الشرقي لفيينا، والتي تعدّ المنفذ الرئيسي لفيينا، وذلك بعد حصار استمر 51 يومًا.
- 1030هـ - الدولة العثمانية تبرم معاهدة «خوتين» مع بولونيا، وتم بمقتضاها هدم بولونيا جميع القلاع التي شيدتها على حدود الدولة العثمانية، وأن تدفع بولونيا ضريبة سنوية، وأن تترك بولونيا قلعة «خوتين» المهمة للدولة العثمانية.
- 1070هـ - أمير البحار العثماني كوسه علي باشا يتمكن من الاستيلاء على قلعة فيرتا الألمانية بعد حصار دام 45 يومًا، وغنم العثمانيون 700 مدفع من القلعة.
- 1273هـ - نهاية الحملة الفرنسية المسماة «حملة جرجرة» على منطقة القبائل بالجزائر بإخماد الثورة هناك وأسر حاملة لواء الجهاد لالة فاطمة نسومر.
- 1363هـ - منظمة شتيرن تغتال الوزير البريطاني المقيم في فلسطين «اللورد موين».
- 1367هـ - تشكيل حكومة عموم فلسطين برئاسة أحمد حلمي عبد الباقي.
- 1383هـ - اليمن يتهم بريطانيا بشن هجمات جوية على أراضيه.
- 1409هـ - إلغاء منصب رئيس الوزراء في إيران.
- 1427هـ - المعارضة اللبنانية تنظم اعتصام شعبي ضد الحكومة يعدّ الأكبر في تاريخ لبنان بوسط بيروت حيث قدرت الوكالات الرسمية عدد المتظاهرين بأكثر من مليون شخص.
- 1431هـ - الشيخ سعود بن صقر القاسمي يتولى حكم إمارة رأس الخيمة في الإمارات العربية المتحدة بعد وفاة الشيخ صقر بن محمد القاسمي، وولي عهد الإمارة السابق الشيخ خالد بن صقر القاسمي يعلن في رسالة فيديو عبر الإنترنت إنه هو حاكم الإمارة الجديد وذلك بصفته النجل الأكبر للحاكم السابق.
- 1432هـ - تأسيس رابطة الكتاب السوريين في المنفى بلندن.
- 1441هـ - المحكمة الإدارية العُليا في تُركيَّا تقضي بِإلغاء وضع آيا صوفيا كمتحف وإعادة العمل به كمسجدٍ جامع بعد نحو 86 سنة من إيقاف الصلاة فيه.
- 1443 هـ -
  - المنتخب السعودي الأولمبي يُتوَّج بكأس آسيا تحت 23 سنة لكرة القدم 2022 للمرة الأولى في تاريخه، بعد تغلبه على منتخب أوزبكستان الأولمبي في النهائي.
  - التونسية أُنس جابر تصبح أول لاعبة عربية تفوز ببطولة برلين لكرة المضرب للسيدات على الملاعب العشبية، بعد فوزها في النهائي على السويسرية بيلندا بنشيتش. وارتفع تصنيفها من الرابعة إلى الثالثة عالميًّا.

## مواليد
- 1194هـ - عبد الغني آل جميل، مفتي وفقيه وعالم وخطاط وشاعر وسياسي عراقي.
- 1317هـ - حسن فتحي، معماري مصري.
- 1355هـ - نبيل الهجرسي، ممثل مصري.
- 1385هـ - جو هاشم، لاعب بوكر أسترالي من أصل لبناني.
- 1400هـ - فهد الهنيدي، لاعب كرة قدم كويتي.
- 1403هـ - شهد الياسين، ممثلة عراقية تعيش في الكويت.
- 1405هـ - عبد الله مشيلح، لاعب كرة قدم كويتي.
- 1406هـ - ماجد خزيم، لاعب كرة قدم كويتي.

## وفيات
- 381هـ - جوهر الصقلي، قائد عسكري فاطمي.
- 1408هـ - فريال كريم، فنانة لبنانية.
- 1409هـ - ميشيل عفلق، سياسي سوري ومؤسس حزب البعث العربي الاشتراكي.
- 1427هـ - غريب محمود، ممثل مصري.
- 1429هـ - عبد الباقي الحسيني، مؤسس جمعية أنصار السنة المحمدية في مصر.
- 1431هـ - صقر بن محمد القاسمي، حاكم إمارة رأس الخيمة.

## وصلات خارجية
- موقع قصة الإسلام: حدث في شهر ذو القعدة.